# Gerhard Zimmermann (Eisschnellläufer)
Gerhard „Gerd“ Zimmermann (* 23. September 1942 in München) ist ein ehemaliger deutscher Eisschnellläufer.
Zwischen 1966 und 1972 stellte Zimmermann insgesamt 36 deutsche Rekorde auf. Er trat in den Jahren 1964, 1968 und 1972 bei den Olympischen Winterspielen für die Bundesrepublik Deutschland beziehungsweise die gesamtdeutsche Mannschaft auf allen Wettkampfstrecken zwischen 500 und 10.000 Metern an. Seine besten Platzierungen waren der 7. Platz über 10.000 Meter (16:22,5 min) bei den Olympischen Winterspielen 1964 in Innsbruck und der 8. Platz über 10.000 Meter (15:43,92 min) bei den Olympischen Winterspielen 1972 im japanischen Sapporo. Zimmermann war nach seiner aktiven Zeit als Sportler von 1984 bis 2005 Präsident der Deutschen Eisschnelllauf Gemeinschaft (DESG) und ist derzeit (April 2009) ISU-Vizepräsident.